# 星のように…
「星のように…」（ほしのように…）はMISIAの24枚目のシングルである。2009年12月16日発売。発売元はアリオラジャパン。

## 解説
前作から1か月ぶりとなるシングル。9thアルバム『JUST BALLADE』と同時発売。
「星のように…」は、映画『大怪獣バトル ウルトラ銀河伝説 THE MOVIE』の主題歌。
「星のように… (GOMI'S ULTRA LEGEND MIX)」にはウルトラマンや怪獣の声、光線音などが入っている。
初回生産限定盤は限定5000体のゴールドカラー『大怪獣バトル ウルトラ銀河伝説 THE MOVIE』バージョンの初代ウルトラマンスペシャルフィギュア（高さ20cm級）付き豪華BOX仕様＋MISIA×ウルトラマンピクチャーレーベル仕様。
通常盤は初回プレス分のみMISIA×ウルトラマンピクチャーレーベル仕様。
プロモーション・ビデオでは、地球に落下して小学校の校庭でエネルギーを失って倒れているウルトラマンを子供たちが蘇えらせようと奮闘する様子が描かれており、歌うMISIAとともにピグモン、ダダ、メトロン星人なども友情出演している。撮影は円谷プロの社長（当時）である大岡新一が担当。
2009年12月9日に発売された同映画のオリジナル・サウンドトラックには「星のように… (Gomi's Ultra Legend Club Mix)」が収録されている。

## 収録曲
1. 星のように…
作詞：MISIA / 作曲：Sinkiroh / 編曲：重実徹
  - ワーナー・ブラザース映画配給映画『大怪獣バトル ウルトラ銀河伝説 THE MOVIE』主題歌
2. 星のように… (GOMI'S ULTRA LEGEND MIX)
作詞：MISIA / 作曲：Sinkiroh / リミックス：Gomi
3. ULTRA X'MAS
作詞：MISIA, Hinata / 作曲、編曲：JP